# Чемпионат России по кёрлингу среди женщин 2010
18-й Чемпионат России по кёрлингу среди женщин 2010 проводился с 6 по 9 ноября 2009 года (1-й круг группы «А», также являвшийся розыгрышем Кубка России по кёрлингу среди женщин 2009) и со 2 по 4 апреля 2010 года в городе Дмитров (2-й круг группы «А» и турнир группы «Б»). Чемпионат проводился в двух дивизионах — Высшая лига, группа «А» (8 команд) и Высшая лига, группа «Б» (8 команд).
Чемпионский титул выиграла команда «Москва» (Москва; скип Ольга Жаркова), серебряными призёрами стала команда «ЭШВСМ "Москвич"-1» (Москва; скип Маргарита Фомина). Бронзовые медали выиграла команда «ЭШВСМ "Москвич"-2» (Москва; скип Дарья Козлова).

## Регламент турнира
Команды в каждом дивизионе (группа «А», группа «Б») играют между собой по круговой системе (группа «А» — в два круга, группа «Б» — в один круг). Места распределяются по общему количеству побед. В случае равенства этого показателя у двух и более команд приоритет отдается преимуществу в личных встречах соперников, если число побед в личных встречах между двумя командами одинаково — они играют дополнительный матч (тай-брейк). Команда, занявшая 8-е место в группе «А», на следующем чемпионате выступает в группе «Б»; команда, занявшая 1-е место в группе «Б», в следующем чемпионате выступает в группе «А». Команды, занявшие 7-е место в группе «А» и 2-е место в группе «Б», играют стыковой матч за право на следующем чемпионате играть в группе «А».

## Высшая лига, группа «А»

### Составы команд
|    | Команда                      | Четвёртый (скип)   | Третий             | Второй              | Первый              | Запасной            |
| -- | ---------------------------- | ------------------ | ------------------ | ------------------- | ------------------- | ------------------- |
| А1 | Московская область (Дмитров) | Татьяна Смирнова   | Татьяна Лукина     | Анастасия Скултан   | Юлия Сторожева      | Анна Грецкая        |
| А2 | СКА-2 (Санкт-Петербург)      | Виктория Моисеева  | Оксана Гертова     | Олеся Глущенко      | Мария Дуюнова       | Алёна Борисова      |
| А3 | ЭШВСМ «Москвич»-2 (Москва)   | Дарья Козлова      | Виктория Макаршина | Александра Саитова  | Анна Лобова         | Юлия Светова        |
| А4 | Москва                       | Ольга Жаркова      | Кира Езех          | Анна Сидорова       | Галина Арсенькина   | Ольга Зябликова     |
| А5 | ЭШВСМ «Москвич»-1 (Москва)   | Маргарита Фомина   | Екатерина Галкина  | Екатерина Антонова  | Надежда Лепезина    | Людмила Прививкова  |
| А6 | СКА-3 (Санкт-Петербург)      | Ольга Волохова     | Ирина Колесникова  | Яна Гаршина         | Арина Коптиева      |                     |
| А7 | СКА-1 (Санкт-Петербург)      | Яна Некрасова      | Наталья Эверт      | Яна Голобородько    | Светлана Фильчакова | Анастасия Воробьёва |
| А8 | ЮНИОН (Москва)               | Анастасия Борисова | Ксения Левицкая    | Маргарита Нестерова | Наталья Хвацкая     | Виктория Осьминина  |

### Групповой этап
|    | Команда (скип)                        | А1       | А2       | А3       | А4       | А5        | А6        | А7        | А8        | В  | П  | Место |
| -- | ------------------------------------- | -------- | -------- | -------- | -------- | --------- | --------- | --------- | --------- | -- | -- | ----- |
| А1 | Московская область (Татьяна Смирнова) | *        | 5:3 6:7  | 4:11 2:8 | 2:9 4:10 | 7:6 2:8   | 6:2 6:7   | 4:6 5:10  | 7:3 9:5   | 5  | 9  | 6     |
| А2 | СКА-2 (Виктория Моисеева)             | 3:5 7:6  | *        | 3:6 5:7  | 3:12 4:6 | 9:8 4:5   | 7:10 7:2  | 3:6 4:10  | 9:5 12:4  | 5  | 9  | 5     |
| А3 | ЭШВСМ «Москвич»-2 (Дарья Козлова)     | 11:4 8:2 | 6:3 7:5  | *        | 1:13 5:6 | 2:8 2:10  | 8:1 7:2   | 2:6 8:2   | 10:3 6:5  | 9  | 5  | 3     |
| А4 | Москва (Ольга Жаркова)                | 9:2 10:4 | 12:3 6:4 | 13:1 6:5 | *        | 11:2 3:5  | 7:6 14:2  | 9:3 6:5   | 10:1 7:3  | 13 | 1  | 1     |
| А5 | ЭШВСМ «Москвич»-1 (Маргарита Фомина)  | 6:7 8:2  | 8:9 5:4  | 8:2 10:2 | 2:11 5:3 | *         | 11:5 9:1  | 10:2 6:5  | 11:2 11:3 | 11 | 3  | 2     |
| А6 | СКА-3 (Ольга Волохова)                | 2:6 7:6  | 10:7 2:7 | 1:8 2:7  | 6:7 2:14 | 5:11 1:9  | *         | 7:10 8:10 | 7:4 2:7   | 3  | 11 | 7     |
| А7 | СКА-1 (Яна Некрасова)                 | 6:4 10:5 | 6:3 10:4 | 6:2 2:8  | 3:9 5:6  | 2:10 5:6  | 10:7 10:8 | *         | 12:2 7:4  | 9  | 5  | 3     |
| А8 | ЮНИОН (Анастасия Борисова)            | 3:7 5:9  | 5:9 4:12 | 3:10 5:6 | 1:10 3:7 | 2:11 3:11 | 4:7 7:2   | 2:12 4:7  | *         | 1  | 13 | 8     |

     Проходят в тай-брейк за 3-е место
     Проходят в стыковой матч с командой, занявшей в группе «Б» 2-е место

### Тай-брейк за 3-е место
|  | .                                 |                                   |                                   |                                   |                                   |                                   |                                   |                                   |                                   |   |
|  |                                   |                                   |                                   |                                   |                                   |                                   |                                   |                                   |                                   |   |
|  | СКА-1 (Яна Некрасова)             | СКА-1 (Яна Некрасова)             | СКА-1 (Яна Некрасова)             | СКА-1 (Яна Некрасова)             | СКА-1 (Яна Некрасова)             | СКА-1 (Яна Некрасова)             | СКА-1 (Яна Некрасова)             | СКА-1 (Яна Некрасова)             | СКА-1 (Яна Некрасова)             | L |
|  | СКА-1 (Яна Некрасова)             | СКА-1 (Яна Некрасова)             | СКА-1 (Яна Некрасова)             | СКА-1 (Яна Некрасова)             | СКА-1 (Яна Некрасова)             | СКА-1 (Яна Некрасова)             | СКА-1 (Яна Некрасова)             | СКА-1 (Яна Некрасова)             | СКА-1 (Яна Некрасова)             | L |
|  | ЭШВСМ «Москвич»-2 (Дарья Козлова) | ЭШВСМ «Москвич»-2 (Дарья Козлова) | ЭШВСМ «Москвич»-2 (Дарья Козлова) | ЭШВСМ «Москвич»-2 (Дарья Козлова) | ЭШВСМ «Москвич»-2 (Дарья Козлова) | ЭШВСМ «Москвич»-2 (Дарья Козлова) | ЭШВСМ «Москвич»-2 (Дарья Козлова) | ЭШВСМ «Москвич»-2 (Дарья Козлова) | ЭШВСМ «Москвич»-2 (Дарья Козлова) | W |
|  | ЭШВСМ «Москвич»-2 (Дарья Козлова) | ЭШВСМ «Москвич»-2 (Дарья Козлова) | ЭШВСМ «Москвич»-2 (Дарья Козлова) | ЭШВСМ «Москвич»-2 (Дарья Козлова) | ЭШВСМ «Москвич»-2 (Дарья Козлова) | ЭШВСМ «Москвич»-2 (Дарья Козлова) | ЭШВСМ «Москвич»-2 (Дарья Козлова) | ЭШВСМ «Москвич»-2 (Дарья Козлова) | ЭШВСМ «Москвич»-2 (Дарья Козлова) | W |

Счёт в матче не указан в источнике, только «победила команда ЭШВСМ „Москвич“-2».

## Высшая лига, группа «Б»

### Составы команд
|    | Команда                          | Четвёртый (скип)     | Третий               | Второй            | Первый             | Запасной            |
| -- | -------------------------------- | -------------------- | -------------------- | ----------------- | ------------------ | ------------------- |
| Б1 | Янтарь (Калининград)             | Алиса Трегуб (4-я)   | Галина Бралюк (скип) | Юлия Портунова    | Юлия Гузиёва       | Сусанна Гефель      |
| Б2 | Кёрлинг-холл-1 (Санкт-Петербург) | Светлана Яковлева    | Валентина Нарожная   | Мария Рустамова   | Екатерина Ильиных  |                     |
| Б3 | СКА (Санкт-Петербург)            | Анна Варшавская      | Ника Моисеева        | Ольга Потапова    | Дарья Верховина    | Дарья Липец         |
| Б4 | ЭШВСМ «Москвич» (Москва)         | Евгения Дёмкина      | Алина Биктимирова    | Валерия Шелкова   | Екатерина Кузьмина | Рената Нуркаева     |
| Б5 | Дмитров (Московская область)     | Анастасия Москалёва  | Марина Веренич       | Елена Ушакова     | Дарья Морозова     | Анна Ягодкина       |
| Б6 | Кёрлинг-холл-2 (Санкт-Петербург) | Ксения Леонтьева     | Ирина Стрижкова      | Елизавета Савко   | Тамара Лешинкова   | Александра Паранина |
| Б7 | УОР №2 (Санкт-Петербург)         | Анастасия Брызгалова | Ирина Фёдорова       | Олеся Колесникова | Марина Коновалова  |                     |
| Б8 | Челябинск                        | Дарья Ященко         | Елена Жучкова        | Антонина Редреева | Анна Кунцева       | Марина Согрина      |

### Групповой этап
|    | Команда (скип)                     | Б1   | Б2  | Б3   | Б4   | Б5   | Б6   | Б7   | Б8   | В | П | Место |
| -- | ---------------------------------- | ---- | --- | ---- | ---- | ---- | ---- | ---- | ---- | - | - | ----- |
| Б1 | Янтарь (Галина Бралюк)             | *    | 5:6 | 7:3  | 8:9  | 5:7  | 8:6  | 7:8  | 1:12 | 2 | 5 | 6     |
| Б2 | Кёрлинг-холл-1 (Светлана Яковлева) | 6:5  | *   | 8:3  | 6:8  | 6:5  | 9:1  | 7:5  | 5:6  | 5 | 2 | 3     |
| Б3 | СКА (Анна Варшавская)              | 3:7  | 3:8 | *    | 2:14 | 0:11 | 10:2 | 4:7  | 2:9  | 1 | 6 | 7     |
| Б4 | ЭШВСМ «Москвич» (Евгения Дёмкина)  | 9:8  | 8:6 | 14:2 | *    | 7:5  | 8:3  | 10:3 | 7:11 | 6 | 1 | 2     |
| Б5 | Дмитров (Анастасия Москалёва)      | 7:5  | 5:6 | 11:0 | 5:7  | *    | 12:1 | 2:7  | 6:7  | 3 | 4 | 5     |
| Б6 | Кёрлинг-холл-2 (Ксения Леонтьева)  | 6:8  | 1:9 | 2:10 | 3:8  | 1:12 | *    | 4:10 | 2:10 | 0 | 7 | 8     |
| Б7 | УОР №2 (Анастасия Брызгалова)      | 8:7  | 5:7 | 7:4  | 3:10 | 7:2  | 10:4 | *    | 5:6  | 4 | 3 | 4     |
| Б8 | Челябинск (Дарья Ященко)           | 12:1 | 6:5 | 9:2  | 11:7 | 7:6  | 10:2 | 6:5  | *    | 7 | 0 | 1     |

     Проходят в стыковой матч с командой, занявшей в группе «А» 7-е место

## Стыковой матч
Победитель в следующем году играет в группе «А», проигравший — в группе «Б».
|  | .                                 |                                   |                                   |                                   |                                   |                                   |                                   |                                   |                                   |   |
|  |                                   |                                   |                                   |                                   |                                   |                                   |                                   |                                   |                                   |   |
|  | СКА-3 (Ольга Волохова)            | СКА-3 (Ольга Волохова)            | СКА-3 (Ольга Волохова)            | СКА-3 (Ольга Волохова)            | СКА-3 (Ольга Волохова)            | СКА-3 (Ольга Волохова)            | СКА-3 (Ольга Волохова)            | СКА-3 (Ольга Волохова)            | СКА-3 (Ольга Волохова)            | L |
|  | СКА-3 (Ольга Волохова)            | СКА-3 (Ольга Волохова)            | СКА-3 (Ольга Волохова)            | СКА-3 (Ольга Волохова)            | СКА-3 (Ольга Волохова)            | СКА-3 (Ольга Волохова)            | СКА-3 (Ольга Волохова)            | СКА-3 (Ольга Волохова)            | СКА-3 (Ольга Волохова)            | L |
|  | ЭШВСМ «Москвич» (Евгения Дёмкина) | ЭШВСМ «Москвич» (Евгения Дёмкина) | ЭШВСМ «Москвич» (Евгения Дёмкина) | ЭШВСМ «Москвич» (Евгения Дёмкина) | ЭШВСМ «Москвич» (Евгения Дёмкина) | ЭШВСМ «Москвич» (Евгения Дёмкина) | ЭШВСМ «Москвич» (Евгения Дёмкина) | ЭШВСМ «Москвич» (Евгения Дёмкина) | ЭШВСМ «Москвич» (Евгения Дёмкина) | W |
|  | ЭШВСМ «Москвич» (Евгения Дёмкина) | ЭШВСМ «Москвич» (Евгения Дёмкина) | ЭШВСМ «Москвич» (Евгения Дёмкина) | ЭШВСМ «Москвич» (Евгения Дёмкина) | ЭШВСМ «Москвич» (Евгения Дёмкина) | ЭШВСМ «Москвич» (Евгения Дёмкина) | ЭШВСМ «Москвич» (Евгения Дёмкина) | ЭШВСМ «Москвич» (Евгения Дёмкина) | ЭШВСМ «Москвич» (Евгения Дёмкина) | W |

Счёт в матче не указан в источнике, только «победила команда ЭШВСМ „Москвич“».

## Итоговая классификация
| Место | Команда                          | Скип                 | И  | В  | П  |
| ----- | -------------------------------- | -------------------- | -- | -- | -- |
| 1     | Москва                           | Ольга Жаркова        | 14 | 13 | 1  |
| 2     | ЭШВСМ «Москвич»-1 (Москва)       | Маргарита Фомина     | 14 | 11 | 3  |
| 3     | ЭШВСМ «Москвич»-2 (Москва)       | Дарья Козлова        | 15 | 10 | 5  |
| 4     | СКА-1 (Санкт-Петербург)          | Яна Некрасова        | 15 | 9  | 6  |
| 5     | СКА-2 (Санкт-Петербург)          | Виктория Моисеева    | 14 | 5  | 9  |
| 6     | Московская область (Дмитров)     | Татьяна Смирнова     | 14 | 5  | 9  |
| 7     | СКА-3 (Санкт-Петербург)          | Ольга Волохова       | 15 | 3  | 12 |
| 8     | ЮНИОН (Москва)                   | Анастасия Борисова   | 14 | 1  | 13 |
| 9     | Челябинск                        | Дарья Ященко         | 7  | 7  | 0  |
| 10    | ЭШВСМ «Москвич» (Москва)         | Евгения Дёмкина      | 8  | 7  | 1  |
| 11    | Кёрлинг-холл-1 (Санкт-Петербург) | Светлана Яковлева    | 7  | 5  | 2  |
| 12    | УОР №2 (Санкт-Петербург)         | Анастасия Брызгалова | 7  | 4  | 3  |
| 13    | Дмитров                          | Анастасия Москалёва  | 7  | 3  | 4  |
| 14    | Янтарь (Калининград)             | Галина Бралюк        | 7  | 2  | 5  |
| 15    | СКА (Санкт-Петербург)            | Анна Варшавская      | 7  | 1  | 6  |
| 16    | Кёрлинг-холл-2 (Санкт-Петербург) | Ксения Леонтьева     | 7  | 0  | 7  |

     На следующем чемпионате переходят в турнир группы «А»
     На следующем чемпионате переходят в турнир группы «Б»